# 韋伯斯特 (北卡羅萊納州)
韋伯斯特（英語：Webster）是一個位於美國北卡羅萊納州傑克遜縣的城鎮。

## 人口
根據2020年美國人口普查的數據，韋伯斯特的面積為2.58平方千米，皆為陸地。當地共有人口372人，而人口密度為每平方千米144人。